# Callipallene californiensis
Callipallene californiensis is een zeespin uit de familie Callipallenidae. De soort behoort tot het geslacht Callipallene. Callipallene californiensis werd in 1913 voor het eerst wetenschappelijk beschreven door Hall. 